# ندى كامل
ندى كامل (مواليد 27 أغسطس 1990) هي لاعبة نبالة مصرية، مثّلت مصر في أولمبياد لندن 2012.

## المشاركة الأولمبية

### لندن 2012
تأهلت ندى، والتي سبق لها الفوز بسبعة ميداليات في دورة الألعاب العربية 2011، للأولمبياد بعد أن فازت ببطولة أفريقيا 2012. وفي الأولمبياد، أحرزت 611 نقطة في الدور الترتيبي لتحل في المركز ال56 من أصل 64 لاعبة. وخسرت في دور الـ64 أمام اللاعبة الروسية بيروفا بثلاثة أشواط للاشيء، لتغادر الأولمبياد في المركز ال33 مكرر والأخير في الترتيب النهائي.
| الرياضيّة | الحدث | الدور الترتيبي | الدور الترتيبي | دور الـ64                  | دور الـ32     | دور الـ16     | ربع النهائي   | نصف النهائي   | النهائي/ م ب  | النهائي/ م ب |
| الرياضيّة | الحدث | المجموع        | الترتيب        | الخصم النتيجة              | الخصم النتيجة | الخصم النتيجة | الخصم النتيجة | الخصم النتيجة | الخصم النتيجة | الترتيب      |
| -------- | ----- | -------------- | -------------- | -------------------------- | ------------- | ------------- | ------------- | ------------- | ------------- | ------------ |
| ندى كامل | فردي  | 611            | 56             | بيروفا (روسيا) (9) · خ 0–6 | لم تتأهل      | لم تتأهل      | لم تتأهل      | لم تتأهل      | لم تتأهل      | لم تتأهل     |

## روابط خارجية
- ندى كامل على موقع أوليمبيديا (الإنجليزية)